# Burghaig

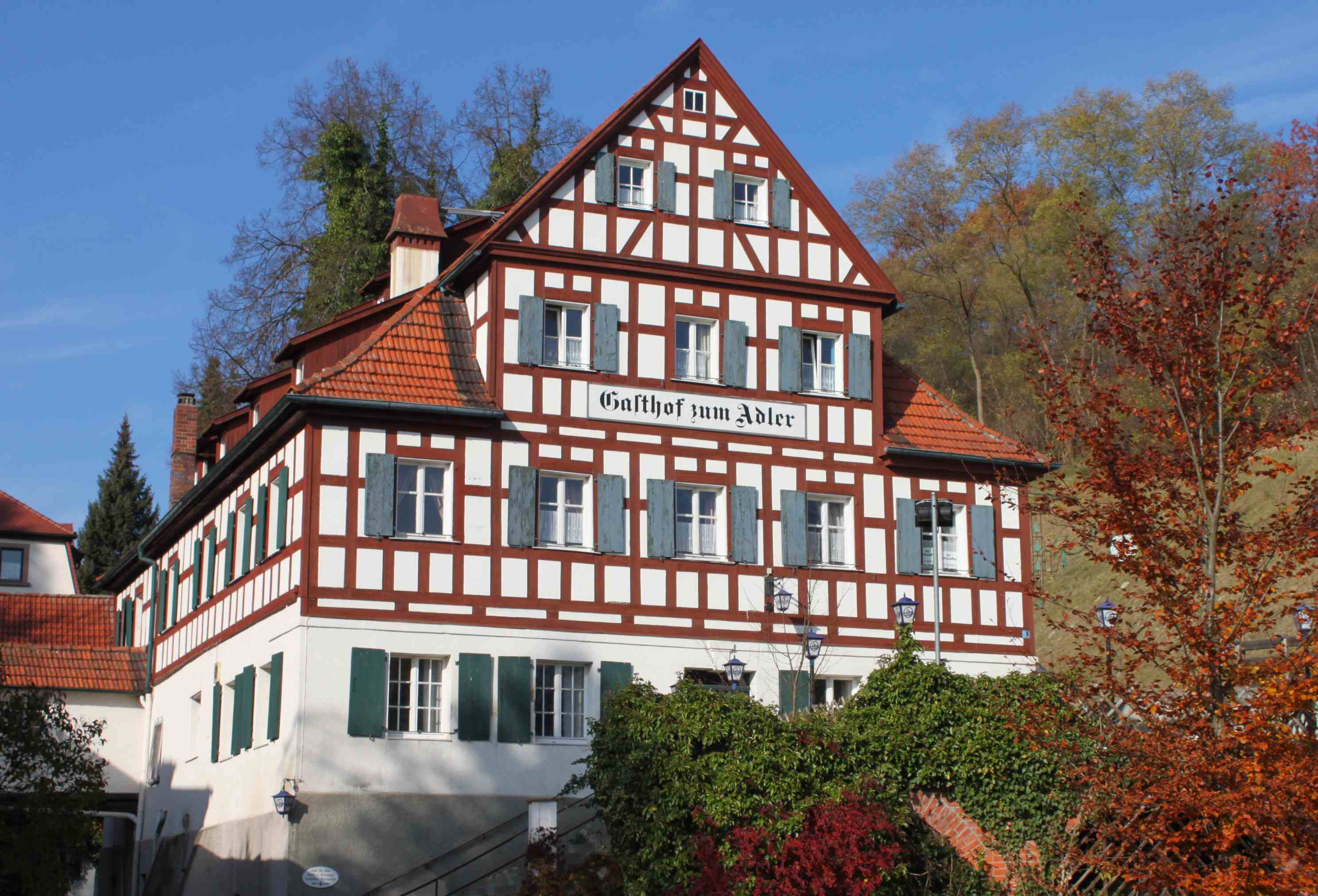
Gasthaus zum Adler

Burghaig (oberfränkisch: Boachach) ist ein Gemeindeteil der Großen Kreisstadt Kulmbach im  Landkreis Kulmbach (Oberfranken, Bayern). Die Gemarkung Burghaig hat eine Fläche von 5,083 km². Sie ist in 1398 Flurstücke aufgeteilt, die eine durchschnittliche Flurstücksfläche von 3635,56 m² haben. In ihr liegen neben dem namensgebenden Ort die Gemeindeteile Lindig, Schwarzholz, Seidenhof und Weinbrücke.

## Geografie
Das Pfarrdorf Burghaig bildet mit Seidenhof im Südwesten eine geschlossene Siedlung. Diese liegt in Hanglage rechts des Weißen Mains. Im Norden gibt es eine ehemalige Sandgrube, die als Geotop ausgezeichnet ist. Die Kreisstraße KU 6 führt über Lindig nach Veitlahm (2 km nordwestlich) bzw. nach Petzmannsberg zur Bundesstraße 85 (1,7 km östlich). Eine Gemeindeverbindungsstraße führt zu einer Anschlussstelle der Bundesstraße 289 beim Gewerbegebiet West von Kulmbach (0,8 km südlich).

## Geschichte
1183 wurden Ministeriale der Herzöge von Meranien „de Houga“ erwähnt. Dies war zugleich die erste urkundliche Erwähnung des Ortes. 1398 wurde der Ort erstmals „Burckhawg“ genannt zur Unterscheidung von dem 5 km südlich gelegenen gleichnamigen Ort (das heutige Windischenhaig). Das Grundwort haug (mittelhochdeutsch) bedeutet Hügel, das Bestimmungswort gibt zu erkennen, dass es im Ort eine Burg (s. Turmhügel Schwedenschanze (Burghaig)) gab, die wohl Sitz der oben genannten Ministerialen war.
Gegen Ende des 18. Jahrhunderts gab es in Burghaig 51 Anwesen. Das Hochgericht übte das bayreuthische Stadtvogteiamt Kulmbach aus. Dieses hatte zugleich die Dorf- und Gemeindeherrschaft. Grundherren waren
- das Kastenamt Kulmbach (32 Anwesen: 1 Mühle, 2 Güter, 22 Gütlein, 2 Söldengütlein, 1 Wohnhaus, 1 Haus mit Hofrait und Backgerechtigkeit, 1 Tropfhaus, 2 Kellerhäuser),
- die Verwaltung Burghaig (13 Anwesen: 1 Wirtshaus, 9 Güter, 2 Tropfgütlein, 1 Tropfhaus),
- der Markgräfliche Lehenhof Bayreuth (1 Schloss),
- das Klosteramt Kulmbach (3 Anwesen: 1 Söldengut, 1 Söldengütlein, 1 Tropfhäuslein),
- das Rittergut Wernstein (2 Gütlein).[7]

Von 1797 bis 1810 unterstand der Ort dem Justiz- und Kammeramt Kulmbach. Mit dem Ersten Gemeindeedikt wurde 1811 der Steuerdistrikt Burghaig gebildet, zu dem Metzdorf, Petzmannsberg, Priemershof, Schwarzholz, Seidenhof, Weinbrücke, Ziegelhütten gehörten. 1812 entstand die Ruralgemeinde Burghaig, die deckungsgleich mit dem Steuerdistrikt war. Mit dem Gemeindeedikt von 1818 wurden zwei Ruralgemeinden gebildet:
- Burghaig mit Schwarzholz, Seidenhof und Weinbrücke
- Metzdorf mit Petzmannsberg, Priemershof und Ziegelhütten.

Die Ruralgemeinde Burghaig war in Verwaltung und Gerichtsbarkeit dem Landgericht Kulmbach zugeordnet und in der Finanzverwaltung dem Rentamt Kulmbach (1919 in Finanzamt Kulmbach umbenannt). In der freiwilligen Gerichtsbarkeit unterstanden einige Anwesen bis 1848 Patrimonialgerichten, die an die Stelle der ehemaligen Rittergüter traten. Lindig wurde in der ersten Hälfte des 19. Jahrhunderts auf dem Gemeindegebiet gegründet. Ab 1862 gehörte Burghaig zum Bezirksamt Kulmbach (1939 in Landkreis Kulmbach umbenannt). Die Gerichtsbarkeit blieb beim Landgericht Kulmbach (1879 in das Amtsgericht Kulmbach umgewandelt). Die Gemeinde hatte eine Gebietsfläche von 5,100 km².
Burghaig wurde am 1. Juli 1972 im Zuge der Gebietsreform in Bayern nach Kulmbach eingegliedert.

### Baudenkmäler
In der Bayerischen Denkmalliste sind 8 Baudenkmäler aufgeführt:
- Gasthof
- Drei Wohngebäude
- Ehemaliges Speicherhaus
- Eisenbahnbrücke
- Hohe Stützmauer
- Kriegerdenkmal

### Einwohnerentwicklung

#### Gemeinde Burghaig
| Jahr      | 1818  | 1840   | 1852   | 1855   | 1861   | 1867   | 1871   | 1875   | 1880   | 1885   | 1890   | 1895   | 1900   | 1905   | 1910   | 1919   | 1925   | 1933   | 1939   | 1946   | 1950   | 1952   | 1961   | 1970   |
| Einwohner | 385   | 470    | 449    | 462    | 471    | 491    | 517    | 531    | 532    | 549    | 576    | 614    | 603    | 553    | 608    | 618    | 684    | 811    | 858    | 1155   | 1762   | 1644   | 1634   | 1836   |
| Häuser    | 77    |        |        |        |        |        | 86     |        |        | 92     | 89     |        | 94     |        |        |        | 101    |        |        |        | 145    |        | 213    |        |
| Quelle    | [ 8 ] | [ 14 ] | [ 14 ] | [ 14 ] | [ 15 ] | [ 16 ] | [ 17 ] | [ 18 ] | [ 19 ] | [ 20 ] | [ 21 ] | [ 14 ] | [ 22 ] | [ 14 ] | [ 23 ] | [ 14 ] | [ 24 ] | [ 14 ] | [ 14 ] | [ 14 ] | [ 25 ] | [ 14 ] | [ 10 ] | [ 26 ] |

#### Ort Burghaig
| Jahr      | 001809 | 001818 | 001861 | 001871 | 001885 | 001900 | 001925 | 001950 | 001961 | 001970 | 001987 |
| Einwohner | 306    | 284    | 342    | 381    | 433    | 440    | 478    | 1470   | 961    | 1065   | *      |
| Häuser    |        | 60     |        |        | 70     | 66     | 72     | 113    | 159    |        | *      |
| Quelle    | [ 27 ] | [ 8 ]  | [ 15 ] | [ 17 ] | [ 20 ] | [ 22 ] | [ 24 ] | [ 25 ] | [ 10 ] | [ 26 ] | [ 28 ] |

## Religion
Burghaig ist seit der Reformation evangelisch-lutherisch geprägt und war ursprünglich nach St. Aegidius (Melkendorf) gepfarrt. Seit der zweiten Hälfte des 20. Jahrhunderts ist der Ort Sitz einer evangelischen Pfarrei.